# 일본어 타자기

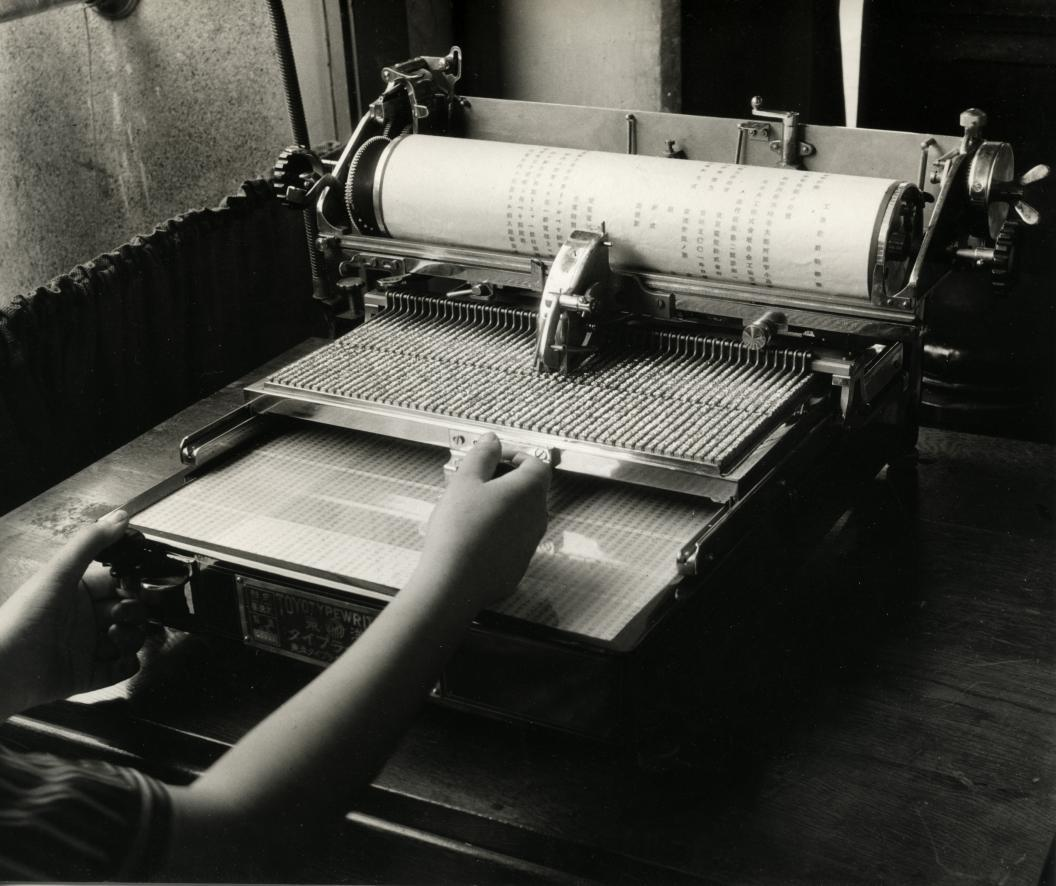
일본어 타자기

일본어 타자기(일본어: 和文タイプライター 와분 타이푸라이타-[*])는 1929년에 스기모토 교타가 발명한, 일본어를 입력할 수 있는 타자기이다.

## 같이 보기
- 일본어 입력기